# Opdeling van Duitsland

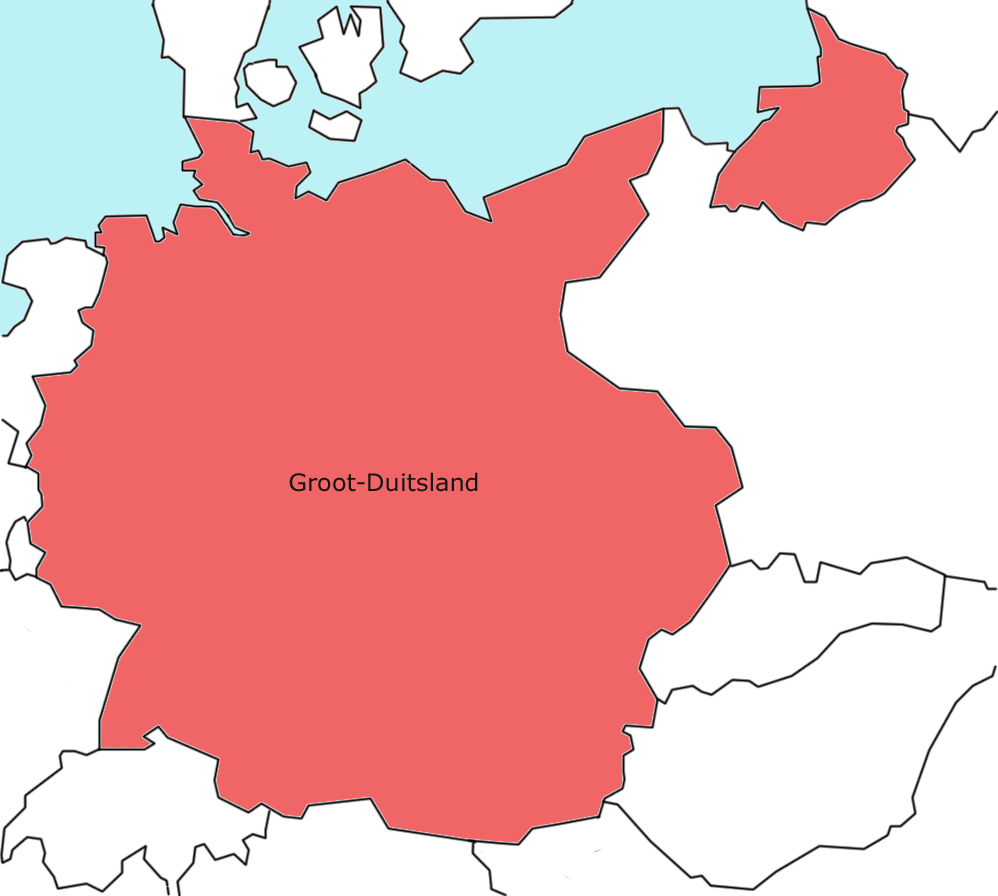
Duitsland zoals het was op 31 augustus 1939, de dag voor de Tweede Wereldoorlog

Na de Tweede Wereldoorlog zochten de geallieerden een manier om Duitsland te weerhouden om op korte termijn weer een oorlog te beginnen. In tegenstelling tot de Eerste Wereldoorlog zocht men deze maal geen heil in een streng verdrag zoals het Verdrag van Versailles, maar in de opdeling van Duitsland. Verschillende indelingen werden gemaakt.

## Churchill

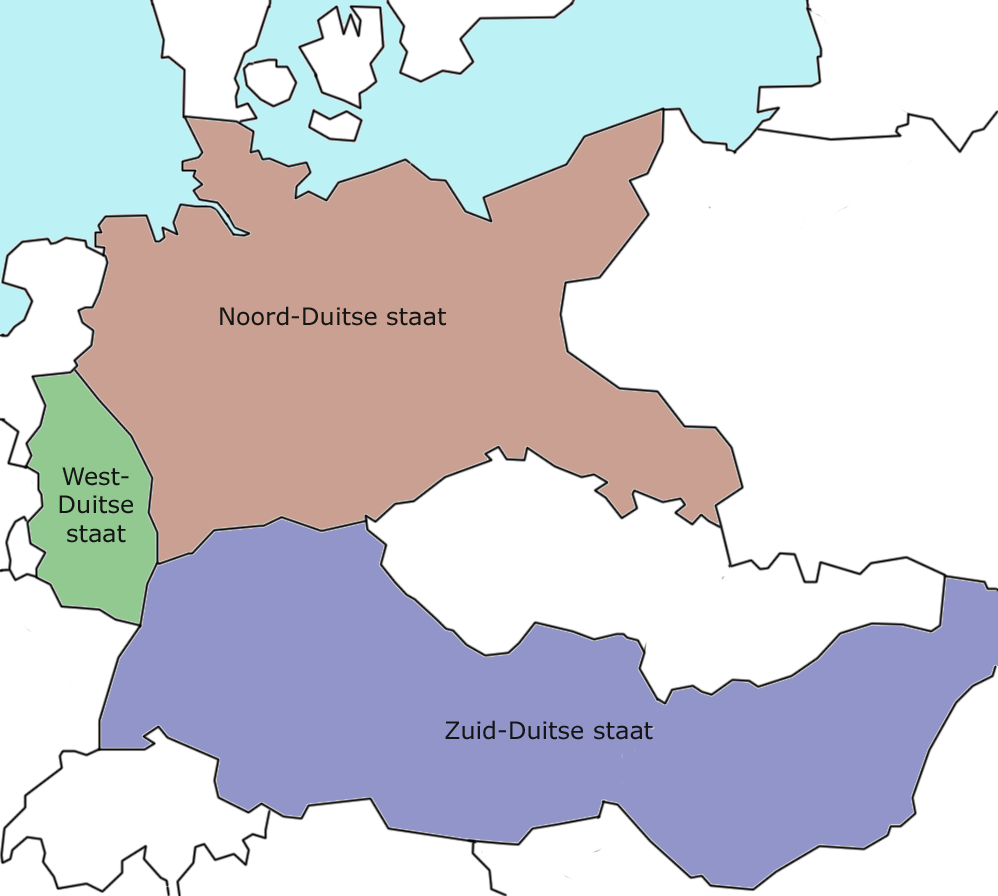
Duitsland verdeeld volgens Churchill

Winston Churchill stelde zijn plan voor aan de andere geallieerden op de Conferentie van Teheran in 1943. Hij stelde voor om Oostenrijk-Hongarije te herstellen, vermeerderd met Beieren en Baden-Württemberg (maar dan enkel als fusie van deze gebieden, zonder de voormalige onderhorige gebieden zoals Tsjechië). Dit zou de Zuid-Duitse staat worden.
Het Rijnland werd de West-Duitse staat. De overgebleven gebieden, inclusief Silezië, zouden de Noord-Duitse staat vormen.
Oost-Pruisen werd verdeeld onder Polen en de Sovjet-Unie.

## Roosevelt

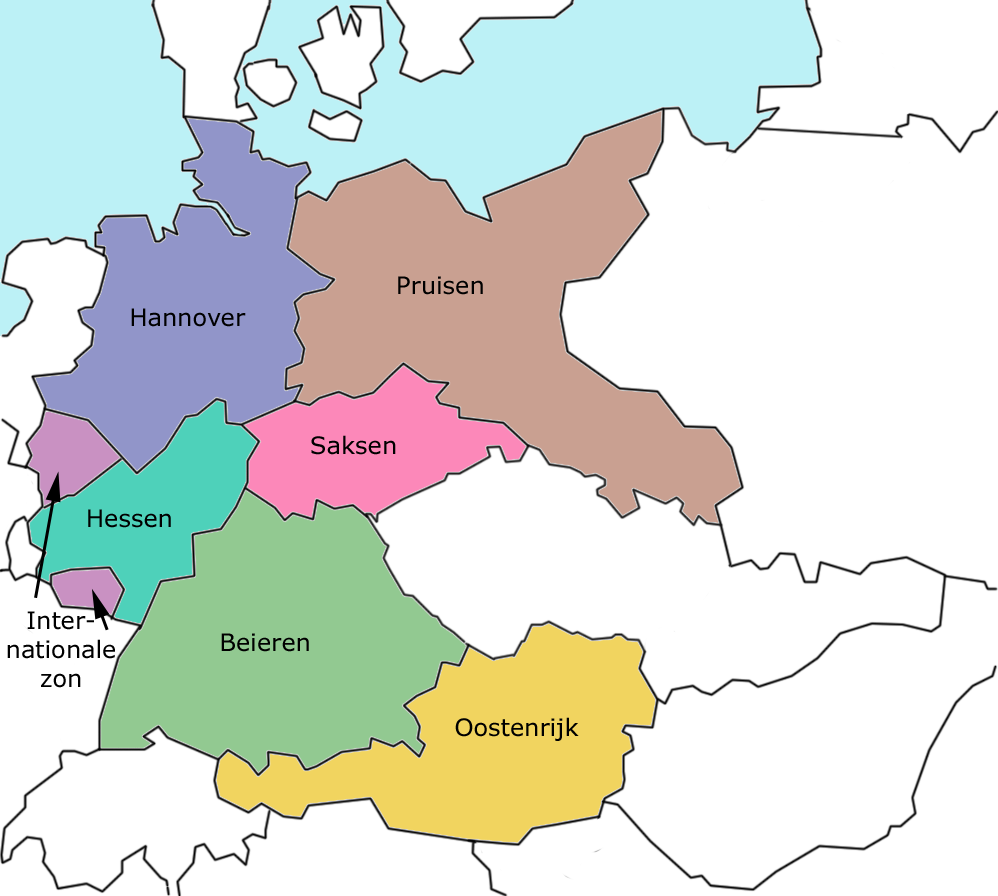
Duitsland verdeeld volgens Roosevelt

Franklin Delano Roosevelt kwam in Teheran zelf met een voorstel.
Hij stelde voor om vijf Duitse staten te creëren: Hannover, Pruisen, Saksen, Beieren en Hessen. Oostenrijk kreeg zijn onafhankelijkheid terug. Het Saargebied en een stukje van het Rijnland werden internationaal gebied.
Ook hier zou Duitsland Oost-Pruisen verliezen aan de Sovjets en de Polen.

## Morgenthau

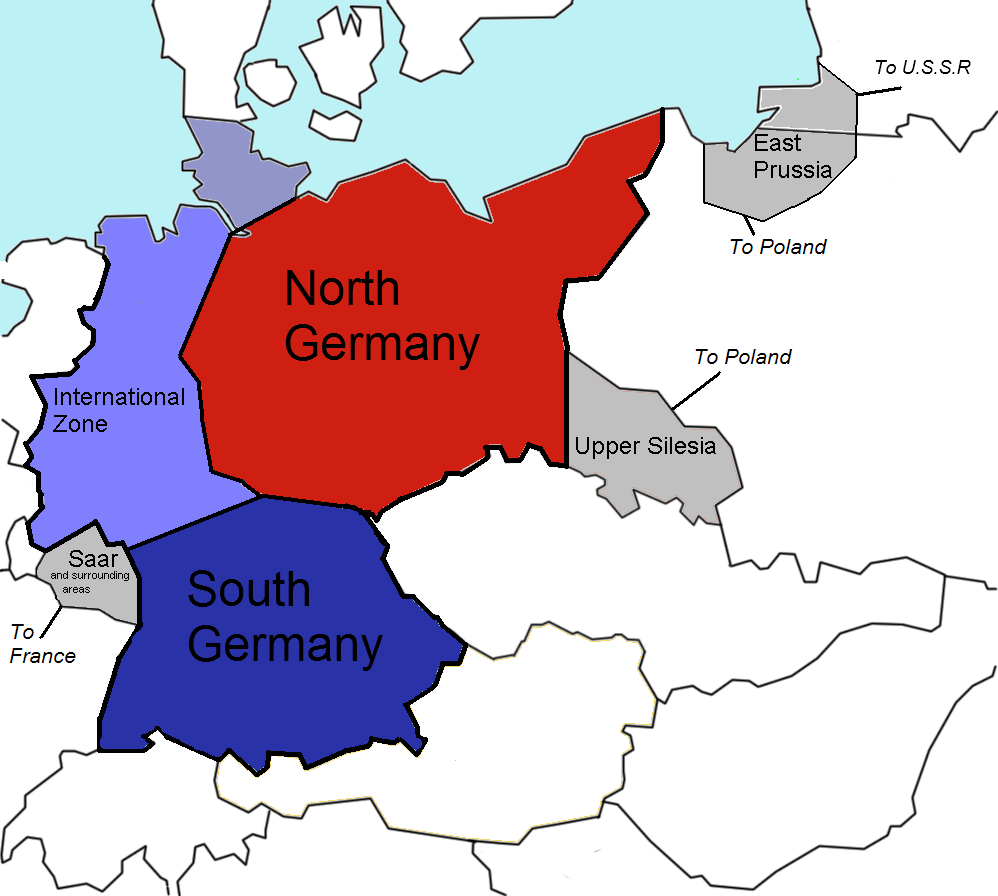
Duitsland verdeeld volgens het Morgenthau-plan.

Een medewerker van Roosevelt, Henry Morgenthau, kwam in 1944 zelf met een plan om Duitsland in te delen, het Morgenthau-plan.
Hij zou Oostenrijk eveneens de onafhankelijkheid verlenen en ook Oost-Pruisen opdelen tussen de Sovjets en Polen.
De Duitse massa zou echter in twee staten en een internationaal gebied opgedeeld worden. Wederom een Noord-Duitse en een Zuid-Duitse staat.

## Stalin
In 2007 werd er in de Russische staatsarchieven een kaart gevonden waarop Stalin een mogelijke vorm van Duitsland maakte. De kaart vermeldt geen invloedssferen of indelingen, maar stelt wel enkel de Oder als Duitse grens en niet de Neisse én Oder, wat zou betekenen dat Neder-Silezië Duits zou zijn gebleven.

## De definitieve oplossing

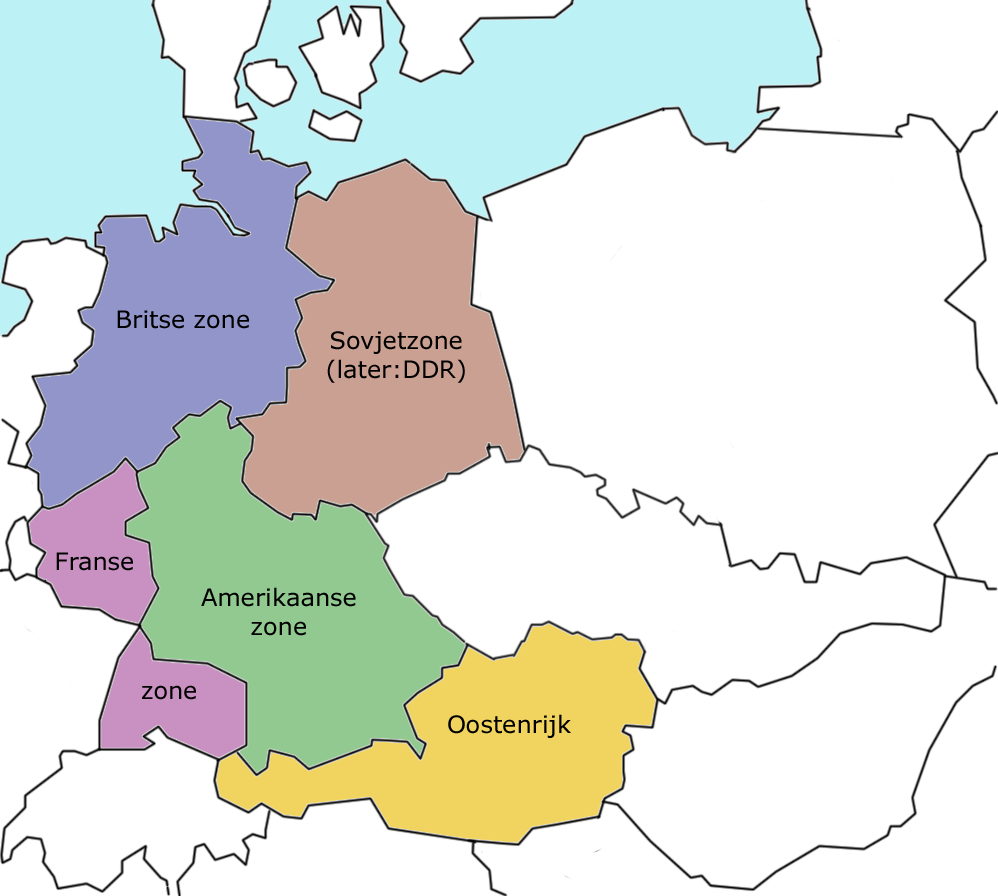
De definitieve indeling van Duitsland in invloedssferen

Al deze indelingen ten spijt, behoorden ze nooit tot het officiële beleid van de geallieerden en werden ze door het verloop van de oorlog voorbij gestreefd.
Uiteindelijk zou men een totaal andere oplossing kiezen in de Conferentie van Potsdam in 1945. Duitsland zou veel van zijn grondgebied verliezen: Polen nam een deel van Oost-Pruisen in en Silezië. Polen werd daarmee gedeeltelijk gecompenseerd voor de annexatie van zijn grondgebied door de Sovjet-Unie. Die Sovjet-Unie nam ook het noorden van Oost-Pruisen in en maakte van de Curzonlinie zijn grens met Polen.
Oostenrijk werd weer onafhankelijk.
Duitsland zelf werd opgedeeld in vier geallieerde bezettingszones: Amerikaanse, Britse, Sovjet en Franse bezettingszone. Deze toestand bleef zo van 1945 tot 1949. In dat jaar ontstonden uit de westerse bezette gebieden de Bondsrepubliek Duitsland en uit de Sovjetzone de Duitse Democratische Republiek.